# L'Audition (film, 1964)
Cet article concerne le film de Miloš Forman. Pour le film de Luc Picard, voir L'Audition.
Pour les articles homonymes, voir Audition.
Pour plus de détails, voir Fiche technique et Distribution.
L'Audition (Konkurs) est un film tchécoslovaque réalisé par Miloš Forman, sorti en 1964.

## Synopsis
Le film tourne autour d'une séance d'audition de jeunes chanteuses qui cherchent à intégrer un groupe de rock yéyé.

## Fiche technique
- Titre : L'Audition
- Titre original : Konkurs
- Réalisation : Miloš Forman
- Scénario : Miloš Forman et Ivan Passer
- Musique : Jiří Šlitr
- Photographie : Miroslav Ondříček
- Montage : Miroslav Hájek
- Format : Noir et blanc - Mono - 16 mm
- Durée : 45 minutes
- Date de sortie : 1964

## Distribution
- Vaclav Blumenfeld
- Hana Hegerová
- Ladislav Jakim
- Vera Kresadlová
- Marketa Krotka
- Zdena Lorencová
- Yvonne Prenosilova
- Vladimír Pucholt
- Jirí Slitr
- Jiří Suchý
- Jan Vostrčil
- Frantisek Zeman

## Autour du film
- À l'origine, il s'agit d'une sorte de documentaire auquel sont intégrées des scènes jouées afin de construire une intrigue minimale. Le tout constitue un témoignage sur la jeunesse tchécoslovaque des années 1960 très proche de celle de l'Ouest.
- Les moyens métrages Konkurs (L'Audition) et Kdyby ty muziky nebyly (S'il n'y avait pas de guinguettes) ont parfois été diffusés regroupés en un même long métrage connu sous différents titres comme Le Concours ou Compétition